# ویل باینم
ویل باینم (انگلیسی: Will Bynum؛ زادهٔ ۴ ژانویهٔ ۱۹۸۳) بازیکن بسکتبال اهل ایالات متحده آمریکا است.
از باشگاه‌هایی که در آن بازی کرده‌است می‌توان به دیترویت پیستونز و گلدن استیت واریرز اشاره کرد.